# NGC 993
NGC 993 (ook wel NGC 994) is een elliptisch sterrenstelsel in het sterrenbeeld Walvis. Het hemelobject werd op 15 januari 1865 ontdekt door de Duitse astronoom Albert Marth.

## Synoniemen
- PGC 9910
- UGC 2095
- MCG 0-7-52
- ZWG 388.63